# Volleyball Challenger Cup femminile 2023
La Volleyball Challenger Cup 2023, 4ª edizione dell'omonima competizione femminile di pallavolo, si è svolta dal 27 al 30 luglio 2023 a Laval, in Francia: al torneo hanno partecipato otto squadre nazionali e la vittoria finale è andata per la prima volta alla Francia.

## Impianti
|                                                                |  |  |
|                                                                |  |  |
| Espace Mayenne Città: Laval Capienza: 4 500 Anno d'apertura: - |  |  |

## Formula
La formula ha previsto quarti di finale, semifinali, finale per il terzo posto e finale.

## Squadre partecipanti
| Squadra  | Qualificazione                          | Ultima partecipazione          |
| -------- | --------------------------------------- | ------------------------------ |
| Colombia | Ranking CSV                             | Volleyball Challenger Cup 2022 |
| Croazia  | 15ª alla Volleyball Nations League 2023 | Volleyball Challenger Cup 2022 |
| Francia  | Paese organizzatore                     | Volleyball Challenger Cup 2022 |
| Kenya    | Ranking CAVB                            | Debutto                        |
| Messico  | 1ª alla NORCECA Final Four 2022         | Debutto                        |
| Svezia   | 2ª all'European Golden League 2023      | Debutto                        |
| Ucraina  | 1ª all'European Golden League 2023      | Debutto                        |
| Vietnam  | 1ª all'AVC Challenge Cup 2023           | Debutto                        |

## Torneo
|  | Quarti di finale | Quarti di finale |         |          | Semifinali | Semifinali |         |                 | Finale          | Finale |  |
|  |                  |                  |         |          |            |            |         |                 |                 |        |  |
|  | Francia          | 3                |         |          |            |            |         |                 |                 |        |  |
|  | Francia          | 3                |         |          |            |            |         |                 |                 |        |  |
|  | Vietnam          | 0                |         |          |            |            |         |                 |                 |        |  |
|  | Vietnam          | 0                |         | Francia  | 3          |            |         |                 |                 |        |  |
|  |                  |                  |         | Francia  | 3          |            |         |                 |                 |        |  |
|  |                  |                  | Ucraina | 0        |            |            |         |                 |                 |        |  |
|  | Ucraina          | 3                | Ucraina | 0        |            |            |         |                 |                 |        |  |
|  | Ucraina          | 3                |         |          |            |            |         |                 |                 |        |  |
|  | Croazia          | 1                |         |          |            |            |         |                 |                 |        |  |
|  | Croazia          | 1                |         | Francia  | 3          |            |         |                 |                 |        |  |
|  |                  |                  |         |          |            |            |         |                 |                 |        |  |
|  |                  |                  | Svezia  | 1        |            |            |         |                 |                 |        |  |
|  | Colombia         | 3                | Svezia  | 1        |            |            |         |                 |                 |        |  |
|  | Colombia         | 3                |         |          |            |            |         |                 |                 |        |  |
|  | Kenya            | 1                |         |          |            |            |         |                 |                 |        |  |
|  | Kenya            | 1                |         | Colombia | 1          |            |         | Finale 3º posto | Finale 3º posto |        |  |
|  |                  |                  |         | Colombia | 1          |            |         |                 |                 |        |  |
|  |                  |                  | Svezia  | 3        |            |            |         |                 |                 |        |  |
|  | Messico          | 2                | Svezia  | 3        |            |            | Ucraina | 1               |                 |        |  |
|  | Messico          | 2                |         |          |            |            | Ucraina | 1               |                 |        |  |
|  | Svezia           | 3                |         |          | Colombia   | 3          |         |                 |                 |        |  |

### Quarti di finale
| 27 luglio 2023 Espace Mayenne, Laval Durata: 1h:12 - Spettatori: 1 100 | Francia  | 3 - 0 | Vietnam | 25-20, 25-16, 25-17              |
| 27 luglio 2023 Espace Mayenne, Laval Durata: 1h:30 - Spettatori: 880   | Ucraina  | 3 - 1 | Croazia | 25-15, 25-15, 18-25, 25-19       |
| 28 luglio 2023 Espace Mayenne, Laval Durata: 2h:06 - Spettatori: 223   | Messico  | 2 - 3 | Svezia  | 25-20, 25-19, 20-25, 22-25, 5-15 |
| 28 luglio 2023 Espace Mayenne, Laval Durata: 1h:55 - Spettatori: 345   | Colombia | 3 - 1 | Kenya   | 25-22, 21-25, 25-23, 25-19       |

### Semifinali
| 29 luglio 2023 Espace Mayenne, Laval Durata: 1h:13 - Spettatori: 1 200 | Francia | 3 - 0 | Ucraina  | 25-10, 25-20, 25-22        |
| 29 luglio 2023 Espace Mayenne, Laval Durata: 1h:55 - Spettatori: 1 100 | Svezia  | 3 - 1 | Colombia | 25-17, 25-17, 22-25, 25-17 |

### Finale 3º posto
| 30 luglio 2023 Espace Mayenne, Laval Durata: 2h:02 - Spettatori: 660 | Ucraina | 1 - 3 | Colombia | 23-25, 25-12, 24-26, 22-25 |

### Finale
| 30 luglio 2023 Espace Mayenne, Laval Durata: 1h:51 - Spettatori: 2 350 | Francia | 3 - 1 | Svezia | 25-21, 25-16, 22-25, 25-15 |

## Classifica finale
| Pos | Squadra  | Rosa |
| --- | -------- | --- |
|     | Francia  | Formazione: 1 Cazaute, 3 Giardino, 4 Bauer, 9 Stojiljković, 11 Gicquel, 15 Sylves, 21 Elouga, 23 Olinga-Andela, 63 Respaut, 75 Diouf, 88 Rotar, 91 Bah, 98 Haewegene, 99 Gelin, CT: Rousseaux                                                               |
|     | Svezia   | Formazione: 1 Arrestad, 3 L. Andersson, 4 Wasserfaller, 9 R. Lazić, 10 I. Haak, 11 A. Lazić, 12 Gustafsson, 13 Brink, 16 V. Andersson, 17 A. Haak, 18 Nilsson, 21 Larsson, 25 E. Andersson, 27 Lindberg, CT: Hakala                                         |
|     | Colombia | Formazione: 3 Segovia, 4 Pascua, 5 Olaya, 6 Carabalí, 7 Renteria, 9 Ospino, 10 Toro, 13 Gómez, 14 Velásquez, 15 Marín, 16 Rangel, 19 Martínez, 20 Coneo, 23 Murillo, CT: Rizola                                                                             |
| 4.  | Ucraina  | Formazione: 1 Milenko, 2 Karpec', 4 Lutsenko, 6 Nemceva, 7 Lidiaieva, 9 Oliinyk, 14 Velykokon', 16 Maievska, 17 Khober, 19 Danchak, 23 Dymar, 24 Černucha, 26 Kotar, 29 Kodola, CT: Petkov                                                                  |
| 5.  | Messico  | Formazione: 1 Martínez, 3 Cantu, 4 Rodríguez, 5 Rangel, 6 Castro, 9 Vela, 10 Siller, 11 Urías, 12 Landeros, 13 Laborda-Echevarría, 15 Rivera, 20 Topete, 22 Elicerio, 25 Flores, CT: Negro                                                                  |
| 6.  | Kenya    | Formazione: 2 Oluoch, 4 Kasaya, 5 Kiprono, 6 Barasa, 7 Misoki, 8 Atuka, 11 Simiyu, 13 Namutira, 14 Moim, 15 Kaei, 16 Kundu, 17 Magoi, 18 Siangu, 19 Mukuvilani, CT: de Moura                                                                                |
| 7.  | Croazia  | Formazione: 1 Antunović, 2 Mihaljević, 3 Strunjak, 4 Butigan, 6 Deak, 7 Miloš, 9 Mlinar, 10 Karatović, 11 Strize, 12 Marković, 14 Šamadan, 16 Đapić, 19 Štimac, 22 Freund, CT: Akbaş                                                                        |
| 8.  | Vietnam  | Formazione: 3 Thị Thanh Thúy, 6 Thị Kim Liên, 8 Thị Nguyệt Anh, 9 Thị Bích Thủy, 11 Thị Kiều Trinh, 12 Khánh Đang, 14 Thị Kim Thoa, 15 Thị Trinh, 16 Thị Như Quỳnh, 17 Thị Xuân, 19 Thị Lâm Oanh, 20 Tú Linh, 22 Thị Luyến, 23 Thị Trà Giang, CT: Tuấn Kiệt |

|  | Promossa in Volleyball Nations League 2024. |